# Eresing
Eresing är en kommun och ort i Landkreis Landsberg am Lech i Regierungsbezirk Oberbayern i förbundslandet Bayern i Tyskland.
Kommunen ingår i kommunalförbundet Schondorf am Ammersee tillsammans med kommunerna Finning och Windach.